# ホテル・アストリア
座標: 北緯59度55分58.889秒 東経30度18分31.413秒 / 北緯59.93302472度 東経30.30872583度

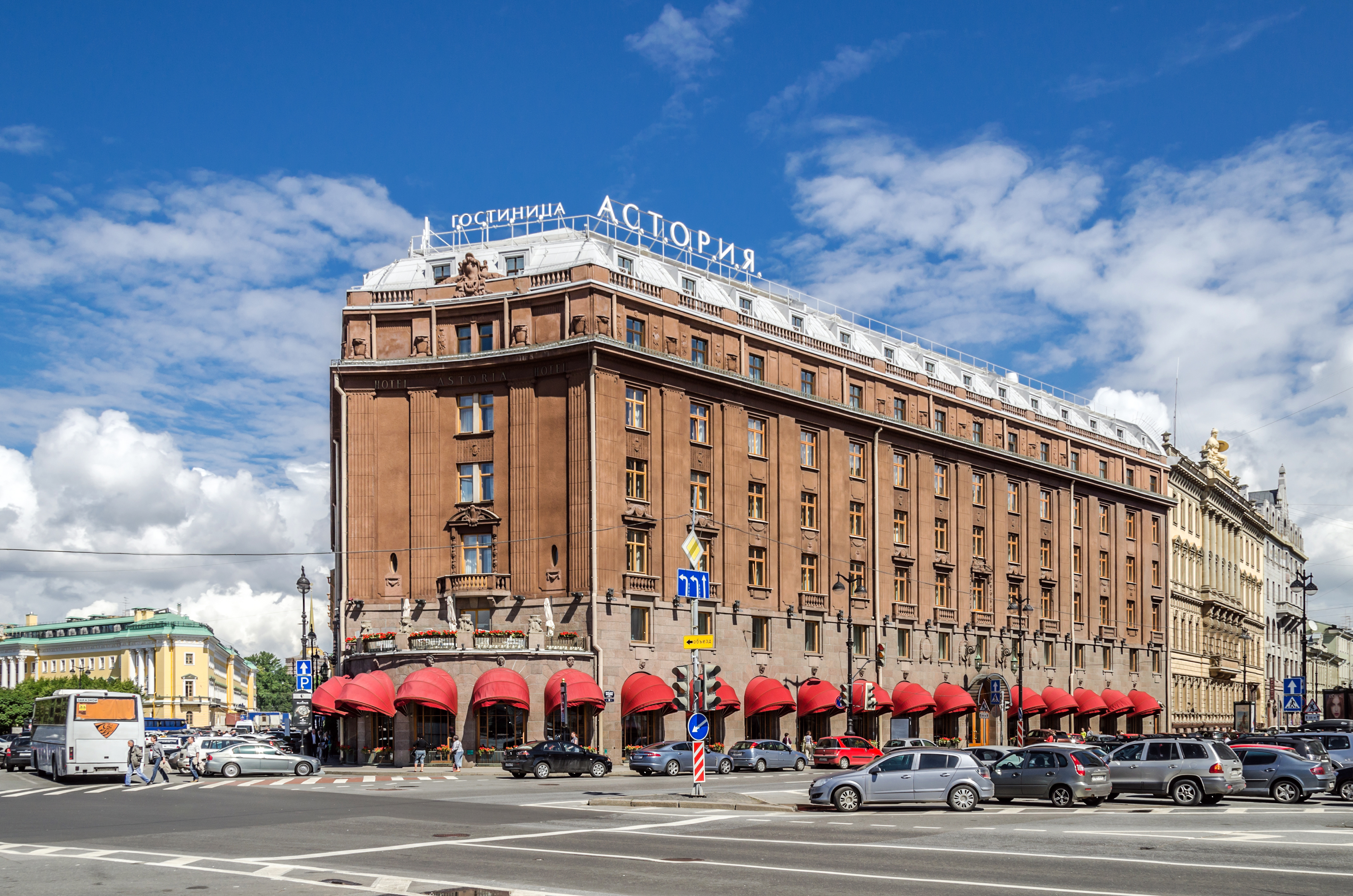
ホテル・アストリア

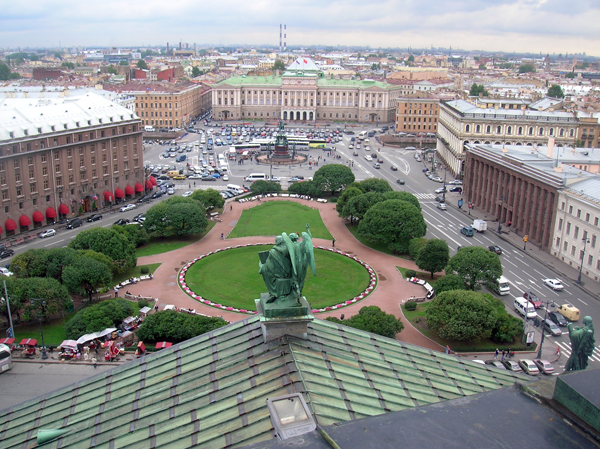
聖イサアク大聖堂の破風から見た聖イサーク広場。左側の建物がホテル・アストリアである。正面はマリインスキー宮殿。

ホテル・アストリア（アストリア・ホテル、гости́ница Асто́рия、Hotel Astoria）は、ロシア、サンクトペテルブルクにあるホテル。グランド・ホテル・ヨーロッパ、ネフスキー・パレスと並ぶペテルブルクを代表する5つ星ホテルである。創業は1912年。
サンクトペテルブルク市内中心部の聖イサーク広場に面し、聖イサアク大聖堂に隣接している。1911年から1912年にかけて、フョードル・リドヴァリの設計で建設された。全体的な建物の宗匠はアール・デコによる。1階のロビーの天井には、ソ連時代鎌と鎚の装飾が施された。また、サンクトペテルブルク建都300周年に合わせて2002年に全館リニューアルが行われた。現在は、ロッコ・ホテル・グループの傘下にある。
1912年の創業以来、多くの貴人、著名人に愛された。第二次世界大戦のレニングラード攻防戦では、アドルフ・ヒトラーが、レニングラード陥落後の祝勝会をこのホテルで行おうと考えたと言われる。アメリカのジョージ・W・ブッシュ大統領も宿泊している。部屋数はその時によって、変動があるが、英語版によると29室のスイート・ルームを含む223室。
世界遺産のサンクトペテルブルク歴史地区と関連建造物群の構成の一つである。